# Oplurus
Oplurus ist eine Gattung aus der Familie der Madagaskarleguane (Opluridae). Die Gattung kommt in ariden Gebieten und Trockenwäldern im Süden und Westen Madagaskars sowie in isolierten Gebieten des Nordwestens und des Zentralen Hochlands der Insel vor. Der Cuviers Madagaskarleguan (Oplurus cuvieri) findet sich als einzige Art der Gattung auch auf Grande Comore.

## Merkmale
Oplurus-Arten ähneln äußerlich und in der Lebensweise stark den afrikanischen Agamen (Agamidae). Es handelt sich um mittelgroße Echsen von bis zu 40 cm Körperlänge. Von der Gattung Chalarodon aus der gleichen Familie unterscheiden sie sich unter anderem durch die großen, gewirtelten Schuppen des Schwanzes.

## Systematik
Derzeit werden sechs Arten unterschieden:
- Cuviers Madagaskarleguan oder Großer Madagaskar-Baumleguan (Oplurus cuvieri (Gray, 1831))
- Madagaskar-Stachelschwanzleguan oder Kleiner Madagaskar-Baumleguan (Oplurus cyclurus (Merrem, 1820))
- Blauer Madagaskarleguan oder Bläulicher Madagaskar-Felsenleguan (Oplurus fierinensis Grandidier, 1869)
- Grandidiers Madagaskarleguan (Oplurus grandidieri (Mocquard, 1900))
- Vierfleck-Madagaskarleguan (Oplurus quadrimaculatus Duméril, 1851)
- Brauner Madagaskar-Felsenleguan (Oplurus saxicola Grandidier, 1869)